# 斯特朗达

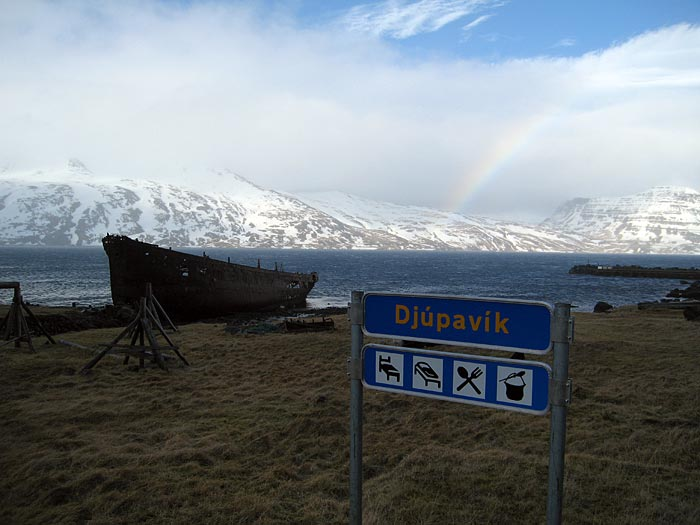
斯特朗达

斯特朗达位於冰岛西峽灣區的东部沿海地区，面積3,500平方公里，是一個偏远和人跡罕至的地区，該地人口约为800人，境內最大的社区是侯爾馬維克。斯特朗达當地的經濟主要以捕魚業和養羊業為主。